# Finn Jones
Finn Jones (født Terence Jones; 24. marts 1988) er en britisk skuespiller, kendt for rollen som Loras Tyrell i tv-serien Game of Thrones. Han har også spillet rollen som superhelten Iron Fist i tv-serien Iron Fist fra 2017.
Han skiftede navn fra Terence 'Terry' Jones, for ikke at blive forvekslet med Terry Jones fra Monty Python.

## Udvalgt filmografi

### Film
- The Last Showing (2014) – Martin

### Tv-serier
- Game of Thrones (2011–16; 21 afsnit) – Loras Tyrell
- Iron Fist (2017) – Danny Rand / Iron Fist